# Aladfar
Aladfar eller Eta Lyrae (η Lyrae, förkortat Eta Lyr, η Lyr) som är stjärnans Bayerbeteckning, är en ensam stjärna belägen i den östra delen av stjärnbilden Lyran. Den har en skenbar magnitud på 4,4 och är synlig för blotta ögat. Baserat på parallaxmätning inom Hipparcosuppdraget på ca 2,4 mas, beräknas den befinna sig på ett avstånd av ca 1 390 ljusår (430 parsek) från solen.

## Nomenklatur
Eta Lyrae har det traditionella namnet Aladfar, som kommer från det arabiska al-'uz̧fur ”klorna (hos den slående örnen)", ett namn som den delar med My Lyrae (även om det senare vanligen stavas Alathfar).

## Egenskaper
Aladfar är en blå underjättestjärna av spektralklass B2.5 IV. Den har en radie som är 8,4 gånger större än solens radie och utsänder från dess fotosfär 6 500 gånger mer energi än solen vid en effektiv temperatur på 17 360 K och får den blå-vita färg som är karakteristisk för en stjärna av typ B.